# Armigeres chrysocorporis
Armigeres chrysocorporis är en tvåvingeart som beskrevs av Yin Tang Hsieh och Yin-Xia Liao 1956. Armigeres chrysocorporis ingår i släktet Armigeres och familjen stickmyggor. Inga underarter finns listade i Catalogue of Life.